# Nicholas Wright (Dramatiker)
Nicholas Verney Wright (geboren 5. Juli 1940 in Kapstadt) ist ein britischer Dramatiker.

## Leben
Nicholas Wright war Kinderdarsteller im Theater und im Radio. Ab 1958 studierte er Schauspiel an der London Academy of Music and Dramatic Art (LAMDA) und jobbte danach bei der BBC und in Filmstudios. 1965 wurde er Mitglied des Royal Court Theatre und leitete dessen Experimentaltheater. Von 1975 bis 1977 gehörte er zur Leitung des Royal Court und war anschließend Vorstandsmitglied. Wright war zeitweise auch Dramaturg beim Royal National Theatre.  
Sein Dreipersonenstück Mrs. Klein über die britischen Psychoanalytikerinnen Melanie Klein, Paula Heimann und Melitta Schmideberg wurde 1988 am Royal National Theatre uraufgeführt und 1995 vom ZDF für das Fernsehen adaptiert und ins Deutsche übersetzt. Er bearbeitete 2003 Philip Pullmans Romanreihe His Dark Materials für das Theater. Das Stück Vincent in Brixton über Vincent van Gogh erhielt 2003 einen Laurence Olivier Award. Die Oper Marnie von Nico Muhly, für die er das Libretto schrieb, wurde 2017 im London Coliseum uraufgeführt.

## Werke (Auswahl)
- Treetops and One Fine Day (Riverside Studios)
- The Gorky Brigade (Royal Court)
- Crimes of Vautrin (Joint Stock)
- Custom of the Country and Desert Air (Royal Shakespeare Company)
- Cressida (Almeida Theatre at the Albery)
- Mrs. Klein (NT)
- Vincent in Brixton (NT)
- The Reporter (NT)
- Richard Eyre, Nicholas Wright: Changing stages : a view of British theatre in the twentieth century. London: Bloomsbury, 2000 ISBN 0-7475-4789-0